# Kościół św. Michała w Bordeaux
Kościół Św. Michała – gotycka budowla wzniesiona na przełomie XIV i XV wieku w Bordeaux we Francji. Świątynia należy do archidiecezji w Bordeaux. 
Do najcenniejszych zabytków świątyni należy ambona przedstawiająca scenę zgładzenia smoka przez Św. Michała. Witraże kościoła zostały zniszczone podczas bombardowań w 1940 roku. W XV wieku do świątyni dobudowana została dzwonnica o wysokości 114 metrów która jest obecnie jedną z najwyższych wolno stojących budowli we Francji. W 1881 roku podczas remontu wieży odkryto rzymskie katakumby.